# レベル (ロールプレイングゲーム)
レベル（level, 略：Lv）とは、ロールプレイングゲームなどにおいて、キャラクターやユニットの強さの段階を表す数値である。

## 概要
多くの場合、レベルは、敵キャラクターとの戦闘に勝つことにより経験値を得て、その経験値が一定値に達するとレベルが1つ上昇する。レベルが上がる事を「レベルアップ」と称する。レベルが上昇すると、それに伴ってキャラクターのステイタス（能力値、ヒットポイント 、マジックポイント 、攻撃力、防御力など）が上昇したり、新たな魔法や技を覚えたりするというのが一般的である。ただ、作品によっては戦闘以外で経験値が入ったり、レベルが上がるシステムが全く異なるものもある。自動的に上昇するのが一般的だが、『The Elder Scrollsシリーズ』など、独自の行動で任意に上げるものもある。
和風作品では「段」など、作品によって別の名称のこともある。しかしそういう場合でも一般には「レベル」と呼ばれていたりしており、これらはいわば「レベル制」といったシステムとも言える。逆に、作品によっては「レベル」と呼ばれていても一般的な意味のものとは少し異なるものの場合もある。キャラ自体とは別に、武器や能力にも独自のレベルが設定されていたりもする他、敵にも設定されていたりする。RPGに使われたり語られることが多いが、アクション等他のジャンルに属するゲームにも、レベルやそれに準じたシステムが組み込まれている作品は多い。
成長の目標がはっきりしていてわかりやすい反面、キャラクターの成長が段階的で、突然強くなるなど不自然な点もある。このため、テーブルトークRPGを中心として、『ルーンクエスト』や『GURPS』のように技能の成功率が徐々に向上するシステムも生み出された。コンピューターRPGでも、『ファイナルファンタジーII』『ロマンシング サ・ガ』のように、キャラクターとしてのレベルの概念が存在せず、魔法や武器系統ごとのレベルや、各々の能力値が個別に成長するゲームも存在する。
シンプルなレベル制とそれ以外の成長要素を併用しているゲームもある。例えば『ポケットモンスター』では、経験値蓄積によるレベルアップに伴う単純な能力上昇の他に、戦闘によって能力値ごとに個別の隠しパラメータが蓄積し、各能力値に反映されるというシステムがある。『ザナドゥ』では、経験点の他に武器や魔法の熟練度があり、武器や魔法は強力なものでも慣れるまで力を発揮できないというシステムになっている。他にも、レベルアップ時にいくつかのポイントが手に入り、それを各能力値に自由に振り分けられることで、プレイヤー独自の成長をさせられるという作品は多い。
なお、日本では一般的とは言えないが、海外では日本で言う「面」や「ステージ」という意味で「LEVEL」という表現がよく使われており、「レベルデザイン(Level design)」といった言葉にも表れている。本稿で言う「レベル」と混同しないように注意する必要がある。

## レベル上げ・レベル下げ
イベントを進めることなく、敵が多く出現する場所で敵を倒し続けて経験値を稼ぎ、レベルを上げていく行為は「レベル上げ」などと言う。次のイベントを進めるために十分なレベルに達していないときにこれを行うが、面倒で退屈な行為ともみなされており、裏技として楽にレベル上げを行う方法が紹介されていたり、「レベル上げ代行業」と言える仕事があったりもした。ゲームによって必要度は様々だが、時代が下るにしたがい、イベントを進めていくうえで出現する敵を倒していくことで十分なレベルに達し、特にレベル上げ（あるいは金稼ぎ）をせずとも次のイベントをスムーズに進められるものが多くなっている傾向にある。
『ドラゴンクエストシリーズ』のメタル系モンスターのように、倒すのが難しく出会いにくい反面、倒せば桁違いの経験値が手に入る敵が登場するものも多い。他にも獲得経験値が増える装備品が登場したり、獲得経験値を自動的に増やす、『世界樹の迷宮シリーズ』の「ホーリーギフト」のような技能もある。
一方で、レベル制のゲームであっても「レベル上げ」といった行動ができないか、無意味なものもある。作中の敵の数や戦闘数が限られているなど、ゲーム全体の獲得経験値に上限があるもの、レベルが上がると敵も強くなったり、弱い敵からの獲得経験値が減っていったりゼロになる、といったものなどである。

### エナジードレイン
レベルは上げるだけではなく、下げられる場合もある。これはイベント、またはゲームマスターによる懲罰で下げられる場合もあるが、一般的なのはモンスターによるエナジードレイン（Energydrain）であろう。
エナジードレインは主にヴァンパイアやサキュバスのような妖魔が繰り出す攻撃で、これは最初期のTRPGのプレーヤーの間では吸血もしくは性交による生命力（エネルギー）奪取に見立てるのが暗黙の了解的なお約束事であったが、時間経過が必要な表現がシステム的に再現困難なため、レイスのような幽鬼（アンデッド）系が繰り出す、接触によって瞬間的に奪う攻撃とされる場合が多い。RPG的にはHPもしくはMPダメージを与えるのみならず、対象のレベル下げ、レベル奪取を与える攻撃のことを主に指し、下げられたレベルは基本的に回復しないため、もし0レベル以下に下げられてしまった場合は、そのキャラクターは全ての生命エネルギーを奪われたと判定され、死亡（ロスト）してしまう。
エナジードレインされて死亡した犠牲者はドレインしたモンスターの下僕や眷属と化す（ヴァンパイヤなど）、干からびてミイラになったり、塵になってボロボロに風化して消えてしまう（サキュバスなど）と言った末路を迎えるケースが多く、死体がそのまま残るのは少ない。このために蘇生魔法が施すのが困難な（もしくは効かない）場合が多い。